# Storskrytarna
Storskrytarna (engelska: The Big Brag) är en barnberättelse av Dr. Seuss, ursprungligen publicerad i Redbook 1950 och senare inkluderad i Yertle the Turtle and Other Stories 1958. Den  publicerades som en barnbok på svenska 1972 översatt av Britt G. Hallqvist. Budskapet i berättelsen är att inte tro att man är störst och bäst.

## Handling
En kanin skryter om att han är den bästa av alla i djurriket. En björn blir upprörd av kaninens dravel och en tävling mellan det två börjar uppstå. Medan björnen skryter om att han har bäst luktsinne, och kaninen sin hörsel, kommer en mask och bevisar att han har den bästa synen av alla djur, vilket gör båda djuren förödmjukade.